# Mudhol Hound
Der Mudhol Hound ist eine nicht von der FCI anerkannte Hunderasse aus Indien.

## Herkunft und Geschichte
Auf dem Subkontinent Indien haben sich eigenständige und außerhalb nahezu unbekannte Hundetypen entwickelt, die zu Rassen herangezüchtet wurden. Dazu gehört die Windhund-Rasse Mudhol Hound.
Der Mudhol ist eine alte Rasse aus dem Gebiet des Dekkan-Plateaus im westlichen Indien. Seine Vorfahren sind wahrscheinlich verschiedene Windhunde wie der Afghane und der Saluki, die mit Händlern und Söldnern nach Indien kamen. Heute wird er als Jagdhund eingesetzt. Je nach Gegend ist er auch unter anderen Namen bekannt. Der Name bezieht sich auf die Stadt Mudhol nahe Vijayapura. Anerkannt als eigenständige Rasse ist er bisher nur von einigen indischen Züchtervereinigungen mit unterschiedlichen Namen wie „Mudhol“ oder „Caravan Hound“.

## Beschreibung
Der Mudhol wird bis zu 72 cm groß. Der windhundtypische Kopf ist schmal mit langem Fang. Die hängenden, mittelgroßen Ohren sind an den Spitzen leicht abgerundet. Ausdrucksvolle, dunkle, ovale Augen kennzeichnen den Sichtjäger. Das Fell ist meist kurz und in der Farbe nicht spezifiziert.